# John Ahumada
John Adolfo Ahumada Vega .   maitenes  de ocoa Chile, un día  23 de octubre del 1968 ) es un exfutbolista y actual entrenador de fútbol chileno  en Selección  de hijuelas   . Jugaba de defensa y militó en diversos clubes de Chile.  mayormete el entrena amateur en la  Selección  de hijuelas   

## Clubes

### Como jugador
| Club                  | País  | Año       |
| --------------------- | ----- | --------- |
| Comercio de Llay-Llay | Chile | 1990      |
| Unión La Calera       | Chile | 1991      |
| Colo-Colo             | Chile | 1992      |
| Magallanes            | Chile | 1993      |
| Deportes Antofagasta  | Chile | 1993      |
| Unión La Calera       | Chile | 1994-1995 |
| Deportes Puerto Montt | Chile | 1996-1999 |
| Santiago Wanderers    | Chile | 2000      |
| Unión San Felipe      | Chile | 2000-2006 |

## Palmarés

### Campeonatos nacionales
| Título             | Club             | País  | Año  |
| ------------------ | ---------------- | ----- | ---- |
| Primera B de Chile | Unión San Felipe | Chile | 2000 |